# Dawny kościół augustianów w Chojnicach
Dawny kościół augustianów – zdesakralizowany kościół znajdujący się w Chojnicach, w województwie pomorskim.
Murowana świątynia razem z zabudowaniami klasztornymi została wzniesiona w stylu późnobarokowym w końcu XVIII wieku. Jednak później decyzją władz pruskich klasztor został skasowany, natomiast zabudowania stały się siedzibą katolickiego gimnazjum. Sprzęty liturgiczne zostały przekazane do kościoła farnego, natomiast augustianie przenieśli się do innego klasztoru. Kościół i klasztor zostały przebudowane na mieszkania dla nauczycieli i uczniów. W następnych latach mieścił się tutaj żłobek miejski. Od 1991 roku jest to siedziba Katolickiego Liceum Ogólnokształcącego im. Romualda Traugutta. Pierwotnie świątynia była salowa, zamknięta trójbocznie od strony prezbiterium. W jej wnętrzu mieściły się trzy barokowe ołtarze i słynący łaskami obraz Matki Boskiej Pocieszenia, który w 1852 roku został podarowany kościołowi parafialnemu w Wielu. Wykonana przebudowa, związana z przeznaczeniem budynków na konwikt gimnazjum, spowodowała zatarcie ich późnobarokowego stylu. Wnętrze świątyni zostało przedzielone na dwie kondygnacje, natomiast z jej wieży został usunięty dach hełmowy. W narożnikach między korpusem a wieżą są umieszczone przybudówki o wklęsłych ścianach, pełniące dawniej funkcję klatki schodowej. W przyziemiu wieży do tej pory znajduje się wejście do świątyni, wiodące do małej kruchty.